# Château Beychevelle
El castillo Beychevelle (en francés: Château Beychevelle) es un château francés del siglo XVI, con un jardín botánico a su alrededor y bodega de vinos, situado en Saint-Julien-Beychevelle.
El Château Beychevelle es así mismo un dominio vitícola. El vino tinto que produce, dentro de la denominación AOC Saint-Julien. Está clasificado « quatrième grand cru » en el classement de 1855.
La  Bodega Château Beychevelle es propiedad del grupo japonés de bebidas Suntory, al que pertenece desde 1983.

## Localización
Château Beychevelle Château Beychevelle, Code Postal 33250 Saint-Julien-Beychevelle, département de Gironde, Aquitaine France-Francia. 
Está abierto al público en los meses cálidos del año todos los días.

## Historia

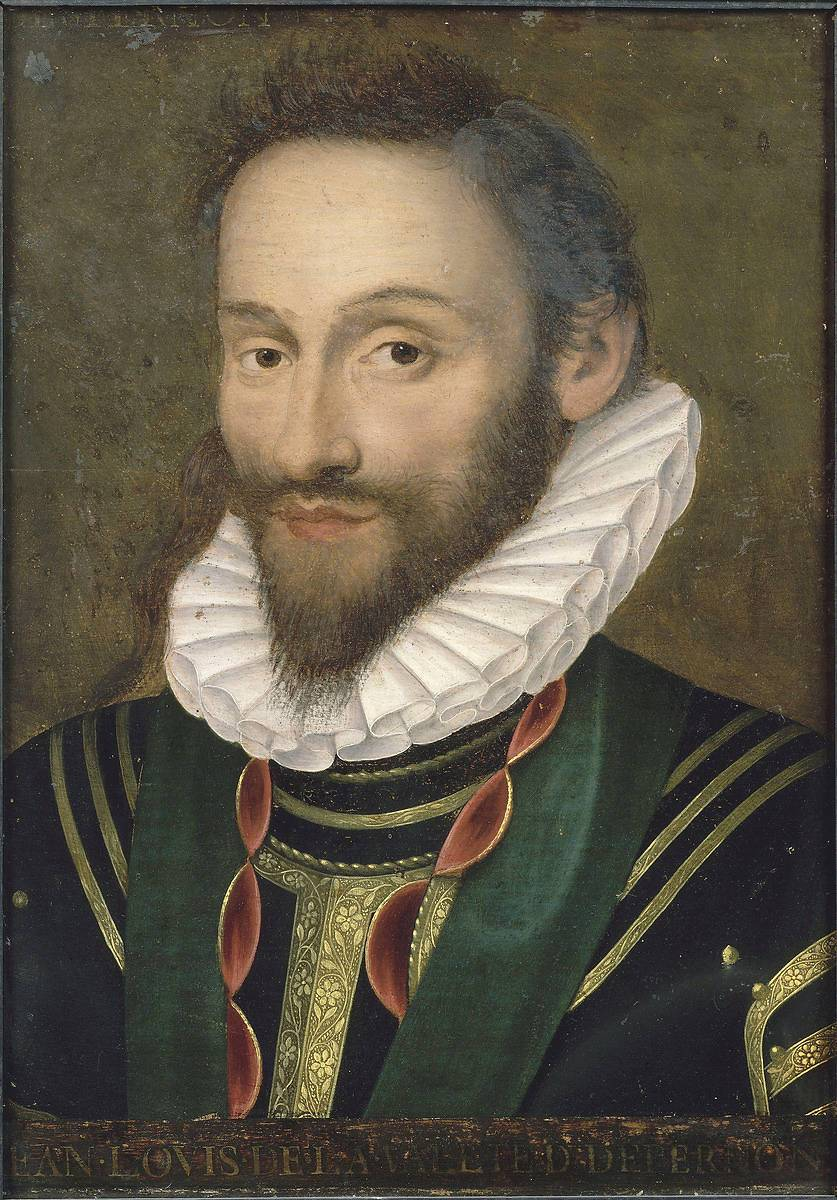
Jean Louis de Nogaret de La Valette (retrato en el palacio de Versalles).

El primer castillo fue construido en 1565 por el obispo François de Foix-Candale.
Su sobrina heredera se casa con Jean Louis de Nogaret de La Valette, primer duc d'Épernon, gran almirante de Francia y favorito del rey Henri III, y sobre todo gobernador de la provincia de Guyenne. 
Entonces se convierte en propietario del señorío en el comienzo del siglo XVII. Su poder en la región era tal que los barcos que pasaron delante del señorío tuvieron que arriar las velas en señal de lealtad, dando a la zona el nombre de « Baisse voile » ('Baja Vela'), que se convertirá en "Beychevelle" y el emblema del señorío.
El "château" fue reedificado en 1757 por el marqués de Brassier. La familia de Brassier, Baron de Beychevelle, marcará sus primeras cartas como vino Beychevelle durante el siglo XVIII. 
Vendrá después la dinastía de banqueros de la familia Achille-Fould quienes desde 1890, y durante tres generaciones pero sobre todo Aymar Achille-Fould, será el origen del prestigio de Beychevelle.
En 1986, a la muerte de este último, la Garantie mutuelle des fonctionnaires (GMF) y Suntory compran el conjunto de todo el dominio de la familia Achille-Fould.
Restaurada recientemente en su primer clasicismo, Beychevelle es sin duda uno de los más bellos castillos y parques de Burdeos. El actual propietario del castillo es el Groupe Castel al 50 % en sociedad con el grupo japonés Suntory.

## Jardines

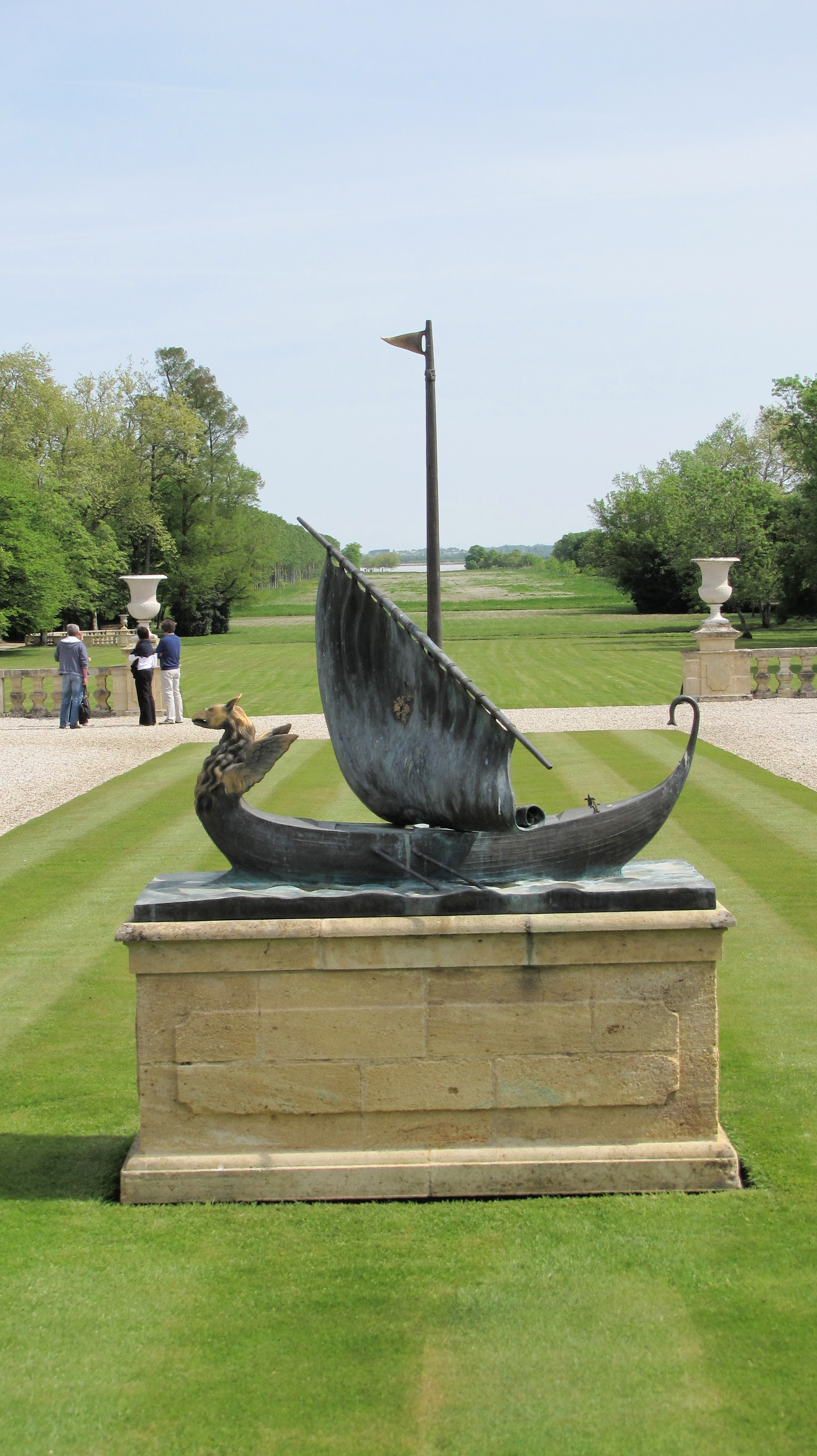
La escultura símbolo de Beychevelle « baisse tes voiles » (soltar las velas) en el parque del château.

Los jardines del castillo « à la Française ». Se inspiraron en los jardines del Versalles. 
El parque cuenta con un eje central ancho bordeado de arboledas, dos terrazas, estatua y plano de agua.
Entre los especímenes vegetales son de destacar Secuoyas, cedros del Líbano, arces, carpes, nogales, cerezos, con sotobosque de narcisos y cyclamenes.
Estos jardines están en trámites de ser catalogados como monumentos históricos, al mismo tiempo que el propio castillo.

## Producción

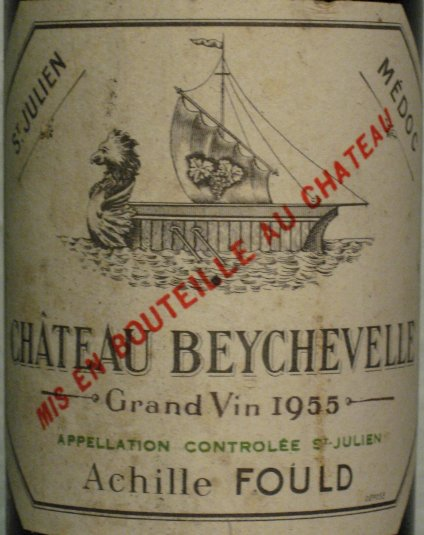
Château Beychevelle 55

El "Château Beychevelle" cultiva un total de 90 hectáreas de viñedos en la comuna de Saint-Julien-Beychevelle. La finca está en suelos profundos de gravas del río Garona. Los viñedos con una edad media de 25 años se plantan con una densidad muy alta de 10 000 pies/ha. Las cepas están compuestas de 62 % cabernet-sauvignon, 31 % merlot, 5 % cabernet-franc, y 2 % petit verdot.
La bodega tiene dos denominaciones dentro del AOC Saint-Julien. Estos vinos deben provenir de mostos que contengan un mínimo y antes de todo enriquecimiento o concentración de 178 gramos de azúcar natural por litro y presenten, después de la fermentación, un grado alcohólico mínimo de 10,5º.
- "Château Beychevelle" es un Saint-Julien clásico criado durante 18 meses en barricas de roble renovados por mitad cada año: lo que le da la redondez, la riqueza de sabor, y la pujanza. El vino se produce entre 40.000 y 50.000 botellas al año.
- Beychevelle produce así mismo un segundo vino denominado "Amiral de Beychevelle" y un « haut-médoc » "Brulières de Beychevelle".